# هانس فون شيلر
هانس فون شيلر (بالألمانية: Hans von Schiller)‏ هو طيار ألماني، ولد في 17 مارس 1891 في Rabel, Schleswig-Holstein ‏ في ألمانيا، وتوفي في 6 ديسمبر 1976 في توبينغن في ألمانيا.

## وصلات خارجية
- هانس فون شيلر على موقع مونزينجر (الألمانية)